# 裝甲娘
《裝甲娘》是《紙箱戰機》系列「LBX」為概念開發衍生的裝甲娘企劃，操控裝甲的少女進行戰鬥。
電視動畫於AnimeJapan 2019上宣佈動畫企劃啟動，《裝甲娘戰機》在2021年1月6日開播。

## 電視動畫

### 登場人物
璃子 / 森澤璃子（聲：逢田梨香子）
性格悠閒，但也有自己想法的普通女孩。因時空震意外墜入戰場，沒接受LBX訓練卻披上刺客的LBX。
唯 / 瀧藤唯（聲：村川梨衣）
有趣的熱血少女。轉移後獨自以「失散裝甲娘」的身份開始抵抗。在困境中被京香幫助，於是之後就一起行動。
京香 / 四原京香（聲：大西沙織）
機動游擊隊的首領。轉移的時間很早，當初是屬於別的游擊隊，後來失去了夥伴。作為倖存下來的人，一直在尋找復仇的機會。
海陽 / 來木海陽（聲：福原綾香）
身材高大，沉默寡言。具有武士般的情趣，是機動游擊隊的負責人。另一方面喜歡可愛的東西，會收集當地的物品。
涼涼乃 / 緒環涼涼乃（聲：宮下早紀）
機動游擊隊的參謀。為了生存下去，她與游擊隊的成員們同生共死，卻不願與她們交朋友。但是如果隊中有人吵架就會擔心。
彩香（聲：井澤佳之實）
保衛據點而犧牲的裝甲娘。

### 主題曲
片頭曲「Dream hopper」
填詞：，作曲、編曲：野間康介，主唱：逢田梨香子
片尾曲
作曲、編曲：田中秀和，填詞、主唱：鹿乃

### 各話列表
| 話數       | 日文標題 | 中文標題                   | 劇本     | 分鏡                | 演出          | 作畫監督                                                                        | 總作畫監督      |
| ---------- | -------- | -------------------------- | -------- | ------------------- | ------------- | ------------------------------------------------------------------------------- | --------------- |
| Episode 01 |          | 墜入戰場之日               | 武藤康之 | 岩畑剛一 元永慶太郎 | 元永慶太郎    | 堀井久美、平山圓                                                                | 不適用          |
| Episode 02 |          | 被選中的少女               | 武藤康之 | 沖田宮奈            | 長濱亘彥      | 、糸島雅彦 服部益實、永田有香 佐佐木彩香、千葉孝幸                              | 堀井久美 平山圓 |
| Episode 03 |          | 御殿場保衛戰               | 武藤康之 | 岩畑剛一            | 則座誠        | 森悅史、迫江沙羅 千葉孝幸                                                       | 堀井久美 平山圓 |
| Episode 04 |          | 傳說中的超級構造者御宅羅斯 | 武藤康之 | 東海林真一          | 矢花馨        | 、永田有香 rere、Cerberus Suwarin Promjutikanon Chotanan Pipobworachai 千葉孝幸 | 堀井久美 平山圓 |
| Episode 05 |          | 被佔據的古都               | 武藤康之 | 阿部雄一            | 村上勉 矢花馨 | 川口弘明、粟井重紀 櫻井拓郎、千葉孝幸                                           | 堀井久美 平山圓 |
| Episode 06 |          | 必殺 進擊功能              | 武藤康之 | 岩畑剛一            | 元永慶太郎    | 山本恭平、千葉孝幸                                                              | 堀井久美 平山圓 |
| Episode 07 |          | 涼涼乃的秘密               | 武藤康之 | 沖田宮奈            | 松村樹里亞    | 齋藤和也、 永田有香、服部益實 若林漢二、千葉孝幸                                | 堀井久美 平山圓 |
| Episode 08 |          | 令人戰慄的菊石             | 武藤康之 | 東海林真一          | 村田尚樹      | 重松晉一、千葉孝幸                                                              | 堀井久美 平山圓 |
| Episode 09 |          | 關門海峽的激戰             | 武藤康之 | 東海林真一          | 村田尚樹      | 森悅史、大川義史 千葉孝幸                                                       | 堀井久美 平山圓 |
| Episode 10 |          | 為了這個世界？             | 武藤康之 | 元永慶太郎          | 元永慶太郎    | 迫江沙羅                                                                        | 堀井久美 平山圓 |
| Episode 11 |          | 遊擊小隊主宰               | 武藤康之 | 岩畑剛一            | 長濱亘彦      | 羽野廣範、吉田肇 栗原理、古川博之 相音光、宮曉秀 千葉孝幸                       | 堀井久美 平山圓 |
| Episode 12 |          | 拯救世界的友情             | 武藤康之 | 岩畑剛一            | 元永慶太郎    | さとう沙名栄、糸島雅彦 千葉孝幸                                                 | 堀井久美 平山圓 |

## 外部連結
- （日語）装甲娘 （页面存档备份，存于）
- （日語）電視動畫《裝甲娘戰機》官方網站 （页面存档备份，存于）